# Józef Konstanty Plater
Józef Konstanty Plater herbu własnego (ur. 24 kwietnia 1758 w Krasławiu, zm. ok. 1840) – marszałek telszewski, hrabia.

## Życiorys
Najmłodszym syn wojskiego inflanckiego Wilhelma Jana i Petroneli z Nagórskich. Uczył się w wileńskim kolegium pijarów w 1779. Jako poseł żmudzki na sejm 1784 wszedł w skład sądów sejmowych. 8 marca 1790 wyznaczono go do litewskiej komisji, która miała zweryfikować ustalenia w sprawie dochodów z majątków, rozpatrzeć skargi.
Obrany podkomorzym telszewskim wskutek przewrotu targowickiego nie zdążył otrzymać nominacji na ten urząd. 21 sierpnia 1792 donosił królowi Stanisławowi Augustowi Poniatowskiemu, że za jego przykładem przystąpił do targowicy. W początkach 1793 król rozważał kandydaturę jego do deputacji telszewskiej, zaś 21 września 1793 obdarzył go Orderem Św. Stanisława.
Wybrany 1794 na marszałka telszewskiego, Plater utrzymał się na tym stanowisku i po rozbiorach. W lutym 1797 wyznaczono go w skład delegacji powiatu telszewskiego na koronację Pawła I. Po wyborach w końcu kwietnia lub z początkiem maja 1797 wszedł jako marszałek w skład niższego sądu ziemskiego powiatu telszewskiego. W 1800 powtórnie wybrano go marszałkiem telszewskim.
W 1802 uczestniczył w sejmiku, który obierał członków sądu ziemskiego powiatu telszewskiego. Posiadał dobra ziemskie Korciany, Szatejki, Owile. Zmarł w Szatejkach w lutym 1840 lub w 1841, i tam został pochowany. Józef Konstanty Plater rodziny nie założył.